# バラスト水
バラスト水（バラストすい、英語: ballast water）とは、船舶のバラスト（ballast：脚荷、底荷、船底に積む重し）として用いられる水のこと。
貨物船が空荷で出港するとき、港の海水が積み込まれ、貨物を積載する港で船外へ排出される。
含まれている水生生物が外来種として生態系に影響を与える問題から、国際条約による規制が進められている。

## 概要

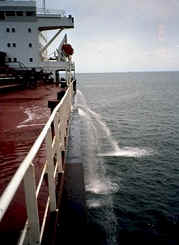

船舶、特に貨物船は積載貨物などの重量を含めて設計されているため、空荷だと様々な支障が生じる。
- 遭難の危険：船の重心が上がり、復原性が低下（転覆し易い）し、喫水が下がる（浮いてしまう）ため、横波や横風に対して不安定になる。また、外力に対する応力強度が低下する。
- 衝突の危険：喫水が下がると船橋視界が妨げられ、自船周囲の死角域が拡大し小型船が見えなくなる。
- 推進効率が低下：プロペラが水面近くなるので、軸動力が推進力に変換される効率が下がる。甚だしい場合は空中に露出してしまう。同じ理由で舵も利きにくくなる。

これらを防ぐため、船内に設けたバラストタンクに海水などを積んで重し代わりとし、船体を安定させる対策が取られている。
往路と復路で共に貨物を満載しない限り、バラストは必要となる。タンクに水を積む方法は、古代に使われた石などに比べると、積み降ろしが簡単で保管場所も不要、荷崩れの心配もないため、近代舟運の発達に伴い利用が拡大した。
一般にバラスト水は大型船ほど大量に必要で、例えば17万トンクラスの貨物船の場合、空船時には約5万トンのバラスト水を積載する。
また、船種によっても異なり、載貨重量トン数に対するバラストタンク容量は概ね、コンテナ船で30%、原油タンカーは40%、LNGタンカーでは80%に達するという。
ただし、経済価値のないバラスト水を積むことは、船の燃費を考える上ではマイナス要素であり、減らす試みは従来より為されてきた。下記の問題も後押ししノンバラスト船の研究等が進められている。
国際海事機関（IMO）によると、年間約120億トンのバラスト水が世界中を移動していると推定されている。日本は、推定1700万トンのバラスト水が海外から持ち込まれ、逆に3億トンのバラスト水を海外に排出している。

## バラストタンク
海水などを注入する二重底になっている船倉をバラストタンク（Ballast tank、脚荷水倉）という。

## 生態系への影響
積み込む港と排出する港が異なるため、バラスト水に含まれる水生生物が多国間を行き来し、地球規模で生態系が撹乱されるなどの問題が生じている。
従来より船底に付着した貝類などが外来種となる例は知られていたが（例えばムラサキイガイ）、バラスト水は浮遊性生物（ヒトデなどの幼生を含む、プランクトン類）を大量に移動させる。また、経済的要請が強い船舶の高速化は、移動先での生存率を上昇させた。
バラスト水由来と見られる外来生物による影響事例として、以下があげられる。
- オーストラリアの養殖ホタテやカキなどが、日本などからもたらされたキヒトデに食い荒らされた。
- オーストラリア近海の食用貝が、北アジアからもたらされた有毒渦鞭毛藻類を摂取して毒化し、貝毒患者を発生させた。
- オーストラリアやヨーロッパにワカメが日本からもたらされ大繁殖し、一時漁業を中断せざるを得なくなった。
- 東ヨーロッパから北アメリカなどへもたらされた淡水性のカワホトトギスガイ（ゼブラ貝）が、五大湖沿岸の発電所や公共施設の取水口を塞ぎ、運転停止を招いた。
- メキシコ湾にもたらされたコレラ菌により南米で100万人が感染し、1万人が死亡した。
- 東京湾や大阪湾でホンビノスガイが繁殖し、食用貝として利用されている。

大繁殖により人間社会に不都合が起きた時点で騒ぎとなるが、背景には生態系内のバランス変化などの下地があり、多くの種が関心をひくことなく既に定着している可能性がある。現時点で被害が顕在化していなくとも、今後の気候変動や経済活動の活発化、工業化・都市化による水質汚濁などにより繁殖条件が好転すれば、新たな被害例が生じるおそれは高い。しかし、海洋環境での外来種の研究は陸上に比べて進んでおらず、外来種による在来種への影響の把握も困難である。

## 規制への取り組み
当初は伝染病リスクとして注目されたが、やがて漁業・工業被害が報告され規制が検討されはじめた。現在は国際条約に基づき沿岸から200カイリ離れた場所でバラスト水を交換することで、当面の対策としている。なお、軍艦や、他国の排他的経済水域（EEZ）を航行しない船舶は適用外。
- 1973年 IMO会議で、はじめてバラスト水による伝染病蔓延の危険性が指摘された。
- 1988年 海洋環境保護委員会で、バラスト水被害に関するカナダの報告により、IMOにおけるバラスト水排出規則の具体的な取り組みが始まった。
- 1997年 IMO総会で、バラスト水の規制・管理のガイドラインを採択。
- 2004年 IMO会議で、バラスト水を積載する船舶を規制するバラスト水管理条約が採択された。
- 2009年 新造船に対する、バラスト水処理装置の搭載義務が開始。2016年全面義務化。

バラスト水処理装置に関しては、造船会社などを中心にビジネスチャンスとして参入が図られている。IMOの審査を通過する必要があり、技術面以外でのハードルもある。
水不足のオーストラリアに、日本の高度下水処理水の輸出が検討された事がある。